# Oberamt Biberach

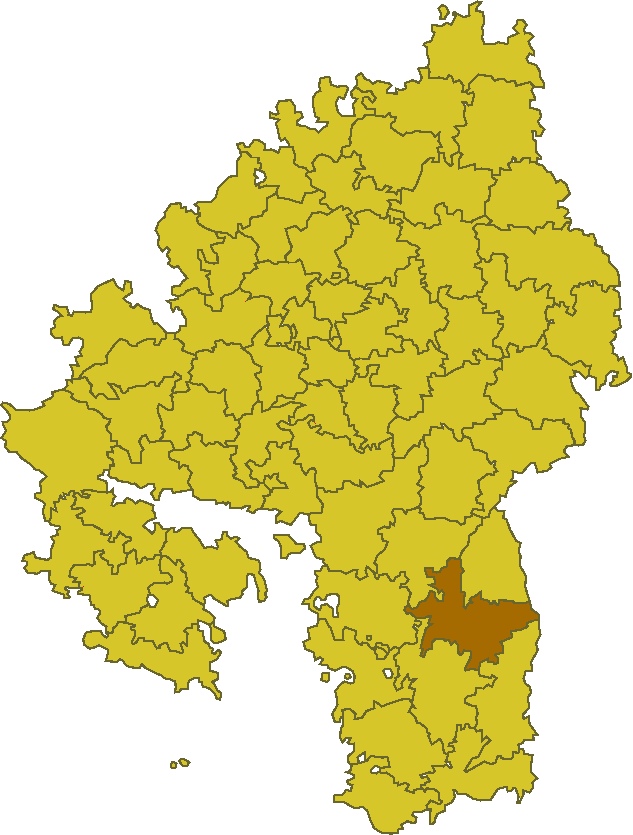
Karte der württembergischen Oberämter, Stand 1835, Oberamt Biberach hervorgehoben

Das Oberamt Biberach war ein württembergischer Verwaltungsbezirk, der 1934 in Kreis Biberach umbenannt und 1938 um Teile der Kreise Laupheim, Leutkirch und Waldsee zum Landkreis Biberach vergrößert wurde. Allgemeine Bemerkungen zu württembergischen Oberämtern siehe Oberamt (Württemberg).

## Geschichte

Oberamt Biberach, Gebietsstand 1813, mit den früheren Herrschafts- und Ämtergrenzen
Legende

Mit dem Reichsdeputationshauptschluss fiel die Reichsstadt Biberach 1803 an Baden, während die reichsunmittelbaren Klöster der Umgebung säkularisiert und an diverse Fürsten- und Grafenhäuser verteilt wurden. Nachdem 1806 die Rheinbundakte die territoriale Zersplitterung beendet und den größten Teil des Gebiets unter württembergische Hoheit gebracht hatte, wurde das Oberamt Biberach gebildet. Die ihm unterstellten zehn Patrimonialämter, deren Zuschnitt die früheren Herrschaftsverhältnisse widerspiegelte, wurden 1809 aufgehoben, als man aus Teilen der Oberämter Biberach und Waldsee das neue Oberamt Ochsenhausen zusammenfügte. Nachdem 1810 der Pariser Grenzvertrag die bayerisch-württembergische Grenze entlang der Iller festgelegt hatte und somit einige 1806 an Bayern gefallene Orte zu Württemberg gekommen waren, erfuhr die Verwaltungsgliederung weitere Änderungen: Aus dem nördlichen Teil des Oberamts Biberach entstand das Oberamt Wiblingen. Das Oberamt Ochsenhausen wurde wieder aufgehoben und (bis auf einige wenige Orte) ins Oberamt Biberach eingegliedert.
Nachbarn des von 1818 bis 1924 dem Donaukreis zugeordneten Bezirks waren die württembergischen Oberämter Riedlingen, Ehingen, Wiblingen (später Laupheim), Leutkirch und Waldsee sowie das Königreich Bayern.

### Ehemalige Herrschaften
1813, nach Abschluss der Gebietsreform, setzte sich der Bezirk aus Bestandteilen zusammen, die im Jahr 1800 zu folgenden Herrschaften gehört hatten:
- Reichsstadt Biberach: Biberach, Ahlen, Attenweiler, Bergerhausen, Birkendorf, Höfen, Ingerkingen, Laupertshausen, Muttensweiler, Volkersheim.
- Vorderösterreich
Unter österreichischer Landeshoheit stand die als Lehen an den Grafen von Stadion vergebene Herrschaft Warthausen mit den Orten Warthausen, Aßmannshardt, Aufhofen, Birkenhard, Langenschemmern, Mettenberg und Rißegg.
- Reichsabtei Ochsenhausen
  - Amt Ochsenhausen: Ochsenhausen, Bellamont, Erlenmoos, Füramoos, Mittelbuch, Reinstetten, Ringschnait, Rottum, Steinhausen;
  - Amt Sulmetingen: Ober- und Untersulmetingen;
  - Amt Ummendorf: Ummendorf, Fischbach.
- Reichsabtei Heggbach: Maselheim, Heggbach, Wennedach.
- Reichsabtei Gutenzell: Gutenzell mit Bollsberg, Dissenhausen, Niederzell und Weitenbühl, Kirchberg (1/2).
- Reichsabtei Rot: Kirchberg (1/2).
- Reichsabtei Schussenried: Geradsweiler.
- Reichsabtei Salem: Schemmerberg, Äpfingen, Altheim.
- Grafschaft Königsegg-Aulendorf: Grodt.
- Reichsritterschaft
Beim Ritterkanton Donau der schwäbischen Ritterschaft waren immatrikuliert:
  - Hürbel (Freiherr von Freyberg-Eisenberg-Hürbel),
  - Erolzheim mit Edelbeuren (Freiherr von Bömelburg),
  - Mittelbiberach mit Oberdorf, Reute und Rindenmoos (Freiherr von Ulm-Erbach-Mittelbiberach),
  - Ellmannsweiler (Freiherr von Reichlin-Fellheim).
  - Dettingen gehörte zur Herrschaft Kellmünz des Fürsten zu Schwarzenberg, die zur Ritterschaft steuerte.

## Gemeinden

### Einwohnerzahlen 1837
Folgende Gemeinden waren 1837 dem Oberamt Biberach unterstellt:
| Nr. | frühere Gemeinde  | evangel. | kathol. | heutige Gemeinde          |
| --- | ----------------- | -------- | ------- | ------------------------- |
| 1   | Biberach          | 2.942    | 1.788   | Biberach an der Riß       |
| 2   | Äpfingen          | –        | 451     | Maselheim                 |
| 3   | Ahlen             | –        | 198     | Uttenweiler               |
| 4   | Altheim           | –        | 491     | Schemmerhofen             |
| 5   | Aßmannshardt      | –        | 482     | Schemmerhofen             |
| 6   | Attenweiler       | 275      | 285     | Attenweiler               |
| 7   | Aufhofen          | –        | 364     | Schemmerhofen             |
| 8   | Bellamont         | –        | 275     | Steinhausen an der Rottum |
| 9   | Bergerhausen      | 212      | 107     | Biberach an der Riß       |
| 10  | Birkendorf        | 243      | 62      | Biberach an der Riß       |
| 11  | Birkenhard 1      | –        | 303     | Warthausen                |
| 12  | Erlenmoos         | –        | 739     | Erlenmoos                 |
| 13  | Erolzheim         | –        | 1,326   | Erolzheim                 |
| 14  | Fischbach         | –        | 329     | Ummendorf                 |
| 15  | Füramoos          | –        | 272     | Eberhardzell              |
| 16  | Grodt             | –        | 111     | Ingoldingen               |
| 17  | Gutenzell         | –        | 807     | Gutenzell-Hürbel          |
| 18  | Höfen             | –        | 176     | Warthausen                |
| 19  | Hürbel            | –        | 494     | Gutenzell-Hürbel          |
| 20  | Ingerkingen       | –        | 554     | Schemmerhofen             |
| 21  | Kirchberg         | –        | 615     | Kirchberg an der Iller    |
| 22  | Langenschemmern   | –        | 446     | Schemmerhofen             |
| 23  | Laupertshausen    | –        | 547     | Maselheim                 |
| 24  | Maselheim         | –        | 545     | Maselheim                 |
| 25  | Mettenberg        | –        | 232     | Biberach an der Riß       |
| 26  | Mittelbiberach    | –        | 966     | Mittelbiberach            |
| 27  | Mittelbuch        | –        | 491     | Ochsenhausen              |
| 28  | Muttensweiler     | –        | 188     | Ingoldingen               |
| 29  | Ober-Sulmetingen  | –        | 707     | Laupheim                  |
| 30  | Ochsenhausen      | –        | 1.565   | Ochsenhausen              |
| 31  | Reinstetten       | –        | 1.089   | Ochsenhausen              |
| 32  | Reute             | –        | 476     | Mittelbiberach            |
| 33  | Ringschnait       | –        | 499     | Biberach an der Riß       |
| 34  | Rißeck 2          | –        | 273     | Biberach an der Riß       |
| 35  | Rottum            | –        | 221     | Steinhausen an der Rottum |
| 36  | Schemmerberg      | –        | 415     | Schemmerhofen             |
| 37  | Steinhausen       | –        | 501     | Steinhausen an der Rottum |
| 38  | Ummendorf         | 9        | 737     | Ummendorf                 |
| 39  | Unter-Dettingen 3 | –        | 759     | Dettingen an der Iller    |
| 40  | Unter-Sulmetingen | –        | 609     | Laupheim                  |
| 41  | Volkersheim       | –        | 334     | Ehingen (Donau)           |
| 42  | Warthausen        | –        | 657     | Warthausen                |
|     | Summe             | 3.787    | 22.351  |                           |

### Änderungen im Gemeindebestand seit 1813

Gemeinden und Markungen um 1860

Nachdem die Verfassung von 1819 die Grundlage für die kommunale Selbstverwaltung bereitet hatte, konstituierten sich aus den Schultheißereien die Gemeinden im modernen Sinne, was sich im Oberamt Biberach über fast ein Jahrzehnt hinzog. So verzeichnet das Staatshandbuch von 1824 lediglich 31 Gemeinden. Bis 1828 wurden auch Ahlen, Aufhofen, Birkenhard, Fischbach, Füramoos, Grodt, Höfen, Laupertshausen, Mettenberg, Rißegg und Volkersheim zu selbständigen Gemeinden erhoben, außerdem eine Reihe von Umgemeindungen vorgenommen: Ellmannsweiler kam von Bergerhausen zu Laupertshausen, Häusern und Winterreute von Bergerhausen zu Ummendorf, Rindenmoos von Muttensweiler zu Reute, Bebenhaus von Ummendorf zu Mittelbuch.
Um 1835 wurde Wennedach von Hürbel nach Reinstetten umgemeindet.
1842 kamen die Gemeinden Alberweiler (vom Oberamt Ehingen) und Stafflangen (vom Oberamt Waldsee) zum Oberamt Biberach. Im selben Jahr kam Kemnat, das 1820 zur Gemeinde Ummendorf, dann vorübergehend zu Bellamont und seit etwa 1830 zu Fischbach gehört hatte, endgültig zu Bellamont.
1844 wurde Winterreute von Ummendorf nach Ringschnait umgemeindet.
1849 wurde Oberdorf von Mittelbiberach getrennt und zur selbständigen Gemeinde erhoben.
1852 wurde Sommershausen von Hürbel nach Reinstetten umgemeindet.
1854 wurde der Glaserhof von Gutenzell nach Oberbalzheim (Oberamt Laupheim) umgemeindet.
Um 1860 wurde Westerflach von Ingerkingen nach Untersulmetingen umgemeindet.
1864 wurde Birkendorf nach Biberach eingemeindet.
1934 wurde Bergerhausen nach Biberach eingemeindet und Oberdorf wieder nach Mittelbiberach eingegliedert.

## Amtsvorsteher
- 1807–1809: Carl Friedrich von Dizinger
- 1809–1812: Eberhard Bühler
- 1812–1816: Johann Christian Ludwig Volz
- 1817–1822: Joseph Christian von Schliz
- 1823–1829: Christian Friedrich von Reuß
- 1829–1840: Christian Gottfried Schmidlin
- 1840–1847: Johannes Friz
- 1847–1850: Leopold Herder
- 1851–1855: Adolf Grüzmann
- 1855–1869: Ludwig Franz Kern
- 1869–1882: Eduard Sprandl
- 1882–1890: Nonus von Bailer
- 1890–1902: Wilhelm Höschele
- 1902–1914: Hugo Stiefenhofer
- 1914–1924: Josef Baur
- 1924–1936: Otto Risch
- 1937–1945: Maximilian Wizigmann